# Борген, Юхан
Юхан Борген (норв. Johan Borgen) (28 апреля 1902, Христиания — 16 октября 1979) — норвежский писатель, журналист и драматург. В своем творчестве исследовал экзистенциалистские проблемы современного общества. Один из крупнейших европейских писателей середины XX века.

## Биография
Юхан Борген родился в Христиании в 1902 году в семье адвоката. Своё детство провёл в элитном районе города — Весткант. Окончив школу, уехал в Копенгаген. Но через год он снова вернулся в Норвегию и начал сотрудничество с левой радикальной газетой «Дагбладет».
Литературную деятельность начал как журналист, работал с изданиями «Дагбладет», «Моргенбладет», «Виндует» и другими. Поддерживал демократические идеи, помогал членам сопротивления во время фашистской оккупации Норвегии и принимал участие в переправке беженцев в Швецию. За своё антифашистское творчество был заключён гестапо в тюрьму Грини осенью 1941 года. Выйдя из тюрьмы, уехал в Швецию.
Вернувшись в 1945 году в Норвегию, Борген уезжает в Копенгаген в качестве пресс-атташе норвежского посольства. Однако вскоре он оставляет дипломатическую службу и возвращается домой.
Юхан Борген умер в Норвегии в 1979 году.

## Творчество
В своем творчестве Борген соединяет особенности национальной и общеевропейской литературы. Он проявляет себя, прежде всего, не как реалист, а как психолог пытаясь изобразить, прежде всего, внутренний мир героя. Первая книга Боргена, сборник рассказов «Во тьму» (Mot Mørket), появилась в 1925 году. Написанная в стиле Гамсуна, она рассказывает о человеческом одиночестве и заблуждениях. Первый роман Боргена «Подводя итоги» («Når alt kommer til alt», 1934) изображает рефлектирующего буржуазного интеллигента, который также появляется в пьесе «Пока мы ждем» («Mens vi venter», 1938) и продолжает тему страха одиночества и побега от повседневной жизни. Также в них говорится о необходимости сделать моральный выбор.
В пьесах 30-х гг. «Конторшеф Ли» (1936), «Пока мы ждем» (1938) и др. Борген показал себя мастером психологического анализа. Сборники «Наблюдения и возражения» («Betraktninger og anfektelser», под псевдонимом Мумле Госегг, 1932) и «60 Мумле Госегг» («60 Mumle Gåsegg», 1936), направленные главным образом против буржуазного лицемерия, принесли Боргену репутацию одного из крупнейших юмористов Норвегии. Главные герои «60 Мумле Госегг» лавочница Фру Юхансен и Маленькая Ингер представляют собой персонажей, через которых автор говорит вещи, запрещенные оккупационной властью.
За это и за сотрудничество с членами Сопротивления, Борген был арестован и отправлен в лагерь Грини. Свои впечатления тех времен он описал в мемуарах «Дни в Грини» (1945).
Во время 2-й мировой войны Борген эмигрировал в Швецию, где написал роман «Лета нет и не будет» («Ingen sommer», Стокгольм, 1944, в Осло изд. в 1946) о настроениях прогрессивной норвежской интеллигенции во время оккупации. Герой романа, Кнут Люсакер, занимает более пассивную роль во время оккупации, но в конце делает серьёзный моральный выбор присоединяясь к борьбе с нацистами.
В романе «Тропа любви» (1946) Борген осуждает пассивность части интеллигенции, враждебной фашизму. Он исследует также истоки фашизма и пытается выяснить почему часть интеллигенции занималась коллаборационизмом во время оккупации.
В трилогии «Маленький лорд» («Lillelord», 1955), «Темные воды» («De mørke kilder», 1956) и «Теперь ему не уйти» («Vi har ham nå», 1957) самом известном его произведении, показано формирование, развитие и крах личности главного героя. В этих романах автор показывает важность детских впечатлений и их влияние на взрослую жизнь героя.
В первой части трилогии рассказывается история взросления и постепенного морального распада талантливого мальчика, Вилфреда Сагена, которого в семье прозвали маленьким лордом. Его отец покончил жизнь самоубийством, а мать и все родственники обожают «маленького лорда». И чем больше они пытаются сделать из него примерного мальчика, тем больше он стремится отделиться от всех, играя при этом роль хорошего сына. В нём просыпается эгоизм. Таким образом, он начинает жить двойной жизнью, проводя время в криминальном мире Осло и Копенгагена, сохраняя при этом внешнее приличие. В последней части он полностью теряет моральные ориентиры, работая как на нацистов, так и спасая евреев. Предав сводного брата и будучи обвиненным в коллаборационизме, единым выходом для себя видит смерть.
В романе «Я» («Jeg», 1959) Борген отдал дань методу фрейдистского психоанализа. Роман повествует о Матиасе Русе, который сбил своим мотоциклом ребёнка, или ему это только показалось.
В романе «Blåtind» (1964) герой пытается убежать от своей трусливой личности, а еврейка Натали теряет связь со своей предыдущей личностью.
В романе от первого лица «Den røde tåken» (Красный туман, 1967) показан герой — убийца, похожий на Мерсо Альбера Камю.
Чудовищное происшествие в романе «In Min arm, min tarm» (1972) становится началом процесса психического выздоровления, но уже в романе «Eksempler» (1974) Борген снова пишет о герое, лишённом личностной целостности.

## Сочинения

### Романы
- Подводя итоги, 1934
- Lille dommedag, 1935
- Лета нет и не будет, 1946.
- Kjærlighetsstien, 1946.
- Jenny og påfuglen, 1949.
- Трилогия о маленьком лорде: (Маленький лорд, 1955; Темные источники, 1956; Теперь ему не уйти, 1957).
- Я, 1958
- Blåtind, 1964;
- Den røde tåken, 1967.
- Min arm, min tarm, 1972.
- Den store havfrue, 1973.
- Eksempler, 1974.

### Рассказы
- Mot mørket, 1925.
- Barnesinn, 1937.
- Hvetebrødsdager, 1948.
- Noveller om kjærlighet, 1952.
- Natt og dag, 1954.
- Nye noveller, 1965.
- Trær alene i skogen, 1969.
- Lykke til, 1974.
- I dette rom, 1975.
- Noveller i utvalg. 1936—1961, 1961.

### Пьесы
- Kontorchef Lie, 1936.
- Høit var du elsket, 1937.
- Mens vi venter, 1938.
- Andersens, 1940.
- Akvariet, 1947.
- Vikinger. Eventyr., 1949.
- Frigjøringsdag, 1963.

### Аналитические эссе
- Nordahl Grieg, 1945.
- Reidar Aulie, 1945.
- Kunsten i Oslo rådhus, 1950.
- Danmark dejligst -?, 1959.
- Innbilningens verden, 1960.
- Borgen om bøker: Norsk og nordisk., 1977.
- Borgen om bøker: Fremmed., 1977.

### Мемуары
- Dager på Grini, 1945.
- Innbilningens verden, 1960.